# ألفرد كريستنسن
ألفرد كريستنسن (بالدنماركية: Alfred August Christensen)‏ هو لاعب شطرنج دنماركي، ولد في 16 أغسطس 1905، وتوفي في 1974.

## وصلات خارجية
- ألفرد كريستنسن على موقع مباريات الشطرنج (الإنجليزية)
- ألفرد كريستنسن على موقع 365Chess.com (الإنجليزية)
- ألفرد كريستنسن سجل أولمبياد الشطرنج على موقع OlimpBase.org (الإنجليزية)